# Svjetski skijaški kup 2017.
Svjetski kup u alpskom skijanju 2016./2017.
51. sezona Svjetskog skijaškog kupa 2017. godine počela je 22. listopada 2016. u austrijskom Söldenu, a završila 19. ožujka 2017. u američkom Aspenu. 
Skijaši su odvozili 36 utrka (8 spustova, 6 super-veleslaloma, 9 veleslaloma, 11 slaloma, 2 alpske kombinacije i 1 paralelni slalom). Najviše bodova (1599) osvojio je Marcel Hirscher iz Austrije.
Skijašice su odvozile 37 utrke (8 spustova, 7 super-veleslaloma, 9 veleslaloma, 10 slaloma, 3 alpske kombinacije i 1 paralelni i slalom). Najviše bodova (1643) osvojila je Mikaela Shiffrin iz Sjedinjenih Američkih Država.

### Ukupni pobjednici
|           | Ukupno           | Slalom           | Spust       | Super-G        | Veleslalom      | Kombinacija       |
| --------- | ---------------- | ---------------- | ----------- | -------------- | --------------- | ----------------- |
| Skijaši   | Marcel Hirscher  | Marcel Hirscher  | Peter Fill  | Kjetil Jansrud | Marcel Hirscher | Alexis Pinturault |
| Skijašice | Mikaela Shiffrin | Mikaela Shiffrin | Ilka Štuhec | Tina Weirather | Tessa Worley    | Ilka Štuhec       |

## Skijaši
| Plasman | Ime                     | Država    | Bodovi |
| ------- | ----------------------- | --------- | ------ |
| 1.      | Marcel Hirscher         | Austrija  | 1599   |
| 2.      | Kjetil Jansrud          | Norveška  | 924    |
| 3.      | Henrik Kristoffersen    | Norveška  | 903    |
| 4.      | Alexis Pinturault       | Francuska | 875    |
| 5.      | Felix Neureuther        | Njemačka  | 790    |
| 6.      | Peter Fill              | Italija   | 693    |
| 7.      | Aleksander Aamodt Kilde | Norveška  | 668    |
| 8.      | Dominik Paris           | Italija   | 653    |
| 9.      | Manfred Mölgg           | Italija   | 580    |
| 10.     | Hannes Reichhelt        | Austrija  | 556    |

### Spust
| Plasman | Ime            | Država    | Bodovi |
| ------- | -------------- | --------- | ------ |
| 1.      | Peter Fill     | Italija   | 454    |
| 2.      | Kjetil Jansrud | Norveška  | 431    |
| 3.      | Dominik Paris  | Italija   | 371    |
| 4.      | Beat Feuz      | Švicarska | 259    |
| 5.      | Erik Guay      | Kanada    | 255    |

### Super-veleslalom
| Plasman | Ime                     | Država   | Bodovi |
| ------- | ----------------------- | -------- | ------ |
| 1.      | Kjetil Jansrud          | Norveška | 394    |
| 2.      | Hannes Reichhelt        | Austrija | 303    |
| 3.      | Aleksander Aamodt Kilde | Norveška | 299    |
| 4.      | Dominik Paris           | Italija  | 277    |
| 5.      | Peter Fill              | Italija  | 226    |

### Veleslalom
| Plasman | Ime                  | Država    | Bodovi |
| ------- | -------------------- | --------- | ------ |
| 1.      | Marcel Hirscher      | Austrija  | 733    |
| 2.      | Mathieu Faivre       | Francuska | 440    |
| 3.      | Alexis Pinturault    | Francuska | 439    |
| 4.      | Felix Neureuther     | Njemačka  | 370    |
| 5.      | Henrik Kristoffersen | Norveška  | 328    |

### Slalom
| Plasman | Ime                  | Država   | Bodovi |
| ------- | -------------------- | -------- | ------ |
| 1.      | Marcel Hirscher      | Austrija | 735    |
| 2.      | Henrik Kristoffersen | Norveška | 575    |
| 3.      | Manfred Mölgg        | Italija  | 476    |
| 4.      | Felix Neureuther     | Njemačka | 420    |
| 5.      | Michael Matt         | Austrija | 382    |

### Alpska kombinacija
| Plasman | Ime                     | Država    | Bodovi |
| ------- | ----------------------- | --------- | ------ |
| 1.      | Alexis Pinturault       | Francuska | 111    |
| 2.      | Niels Hintermann        | Švicarska | 100    |
| 3.      | Aleksander Aamodt Kilde | Norveška  | 92     |
| 4.      | Justin Murisier         | Švicarska | 86     |
| 5.      | Marcel Hirscher         | Austrija  | 80     |
| 5.      | Maxence Muzaton         | Francuska | 80     |

## Skijašice
| Plasman | Ime                 | Država      | Bodovi |
| ------- | ------------------- | ----------- | ------ |
| 1.      | Mikaela Shiffrin    | SAD         | 1643   |
| 2.      | Ilka Štuhec         | Slovenija   | 1325   |
| 3.      | Sofia Goggia        | Italija     | 1197   |
| 4.      | Lara Gut            | Švicarska   | 1023   |
| 5.      | Federica Brignone   | Italija     | 895    |
| 6.      | Tessa Worley        | Francuska   | 870    |
| 7.      | Tina Weirather      | Lihtenštajn | 857    |
| 8.      | Wendy Holdener      | Švicarska   | 692    |
| 9.      | Viktoria Rebensburg | Njemačka    | 651    |
| 10.     | Petra Vlhová        | Slovačka    | 589    |

### Spust
| Plasman | Ime            | Država      | Bodovi |
| ------- | -------------- | ----------- | ------ |
| 1.      | Ilka Štuhec    | Slovenija   | 597    |
| 2.      | Sofia Goggia   | Italija     | 460    |
| 3.      | Lara Gut       | Švicarska   | 360    |
| 4.      | Lindsey Vonn   | SAD         | 280    |
| 5.      | Tina Weirather | Lihtenštajn | 256    |

### Super-veleslalom
| Plasman | Ime              | Država      | Bodovi |
| ------- | ---------------- | ----------- | ------ |
| 1.      | Tina Weirather   | Lihtenštajn | 435    |
| 2.      | Ilka Štuhec      | Slovenija   | 430    |
| 3.      | Lara Gut         | Švicarska   | 300    |
| 4.      | Elena Curtoni    | Italija     | 271    |
| 5.      | Stephanie Venier | Austrija    | 255    |

### Veleslalom
| Plasman | Ime               | Država    | Bodovi |
| ------- | ----------------- | --------- | ------ |
| 1.      | Tessa Worley      | Francuska | 685    |
| 2.      | Mikaela Shiffrin  | SAD       | 600    |
| 3.      | Sofia Goggia      | Italija   | 405    |
| 4.      | Federica Brignone | Italija   | 370    |
| 5.      | Lara Gut          | Švicarska | 360    |

### Slalom
| Plasman | Ime                     | Država    | Bodovi |
| ------- | ----------------------- | --------- | ------ |
| 1.      | Mikaela Shiffrin        | SAD       | 840    |
| 2.      | Veronika Velez-Zuzulová | Slovačka  | 565    |
| 3.      | Wendy Holdener          | Švicarska | 455    |
| 4.      | Frida Hansdotter        | Švedska   | 432    |
| 5.      | Petra Vlhová            | Slovačka  | 411    |

### Alpska kombinacija
| Plasman | Ime                  | Država    | Bodovi |
| ------- | -------------------- | --------- | ------ |
| 1.      | Ilka Štuhec          | Slovenija | 240    |
| 2.      | Federica Brignone    | Italija   | 220    |
| 3.      | Wendy Holdener       | Švicarska | 140    |
| 4.      | Michaela Kirchgasser | Austrija  | 105    |
| 5.      | Michelle Gisin       | Švicarska | 104    |

## Vanjske poveznice
- Svjetski skijaški kup 2017 - rezultati